# Endomisio

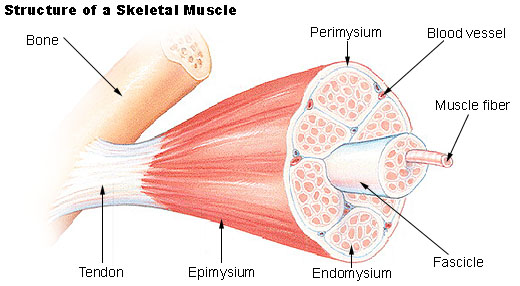
Localizzazione dell'endomisio all'interno del muscolo

L'endomisio è un sottile strato di tessuto connettivo lasso che avvolge ciascuna singola fibrocellula legando fra loro le fibre muscolari, seppur consentendone il libero scorrimento reciproco, e veicolando piccoli vasi sanguigni che forniscono i nutrienti alle stesse fibre.
L'endomisio, che è la componente connettivale del muscolo più profonda, si combina con il perimisio e con l'epimisio formando i tendini che connettono i muscoli alle ossa. Le fibre collagene che compongono l'endomisio sono principalmente di tipo I e III, con quantità molto minori dei tipi IV e V.
Nella celiachia sono presenti anticorpi anti-endomisio (EMA) che non causano alcun danno diretto ai muscoli ma il cui rilevamento è utile nella diagnosi della malattia.